# Deportivo Upata Fútbol Club
El Deportivo Upata Fútbol Club (conocido como "Deportivo Upata" o "Upata Fútbol Club") es un equipo de fútbol profesional venezolano, establecido en la población de Upata, estado Bolívar, que actualmente milita en la Tercera División de Venezuela.

## Historia
Fue fundado el 2 de febrero de 2015 bajo el nombre de Deportivo Upata Fútbol Club Fue fundado con el fin de darle representación a la ciudad de Upata en el fútbol venezolano y así como para desarrollar las canteras del Municipio Piar brindándole oportunidades a los jóvenes autóctonos. Comenzó su participación en la temporada 2014-2015 de la Tercera División, concretamente en el Nivelación 2015, ingresando como uno de los equipos "Aspirantes", finalizando el semestre como uno de los mejores posicionados de su grupo, obteniendo así los méritos deportivos para participar en la siguiente temporada.
Compitió en ambas fases del Adecuación 2015, finalizando en quinta colocación en la primera fase del torneo (Clasificatorio 2015), y en la cuarta colocación en la segunda fase (Nivelación 2015), sumando 10 unidades en cada fase. Para la Tercera División Venezolana 2016, el cuadro upatense toma parte en el Apertura 2016, certamen del cual debió retirarse 3 fechas antes de finalizar, tras presentar problemas económicos.

## Estadio
Disputa sus partidos como local en el Estadio 17 de Mayo, situado en la localidad Upatense.

## Datos del club
- Temporadas en 1.ª División: 0
- Temporadas en 2.ª División: 0
- Temporadas en 3.ª División: 1